# بيت دونوهيو
بيت دونوهيو (بالإنجليزية: Pete Donohue) هو لاعب كرة قاعدة أمريكي، ولد في 5 نوفمبر 1900 في أثينا في الولايات المتحدة، وتوفي في 23 فبراير 1988 في فورت وورث في الولايات المتحدة.

## وصلات خارجية
- بيت دونوهيو على موقعبيزبول رفرنس.كوم (الدوري الرئيسي) (الإنجليزية)
- بيت دونوهيو على موقعبيزبول رفرنس.كوم (الدوري الثانوي) (الإنجليزية)